# Aeropuerto de Nantes Atlantique
El Aeropuerto de Nantes Atlantique (IATA: NTE, OACI: LFRS) (en francés: Aéroport Nantes Atlantique, anteriormente conocido como Aéroport Château Bougon) es un aeropuerto internacional que atiende a la ciudad de Nantes, Francia. Está localizado a 8 km al suroeste de la ciudad, en Bouguenais.
El aeropuerto está gestionado por la Cámara de comercio e industria de Nantes. Es actualmente el mayor aeropuerto en el oeste de Francia, con una capacidad máxima de tres millones de pasajeros al año.

## Instalaciones de la terminal
El aeropuerto de Nantes tiene una única terminal, con forma de "L", y dividida en cuatro salas. Las salas 1 a 3 conforman el lado largo de la "L" y son construcciones con la misma disposición de dos plantas, con reclamación de equipaje y mostradores de facturación en la planta baja, y las salas de embarque en el nivel superior. La sala 4 se trata de una construcción más tardía de una única planta en ángulo recto con el edificio previo, pero unido a él por un vestíbulo.
La terminal de pasajeros incluye los elementos normales asociados a un gran aeropuerto, incluyendo un banco, una oficina de cambio de divisas y algunos cajeros automáticos. Hay algunas cafeterías y bares, que ofrecen comida, aperitivos y refrescos. En la planta baja de la terminal está el punto de información, que responde a las preguntas de los visitantes, ofrece información turística y servicios de equipaje.
El aeropuerto también cuenta con una terminal de carga independiente, situada al sur de la terminal de pasajeros, y tiene 6000 m² de espacio de almacenaje. También cerca de la terminal de pasajeros están las plantas de Airbus en Nantes, especializadas en la construcción de las alas de los aviones de Airbus, y en el uso de materiales compuestos para la creación de componentes estructurales.

## Aerolíneas y destinos

### Destinos nacionales
| Aerolíneas            | Destinos |
| --------------------- | --- |
| Air France            | Lyon, París-Charles de Gaulle |
| Corsair International | Fort-de-France |
| easyJet Europe        | Ajaccio (estacional), Bastia (estacional), Figari (estacional), Lyon, Niza, Toulouse                                                                             |
| Ryanair               | Marsella |
| Transavia France      | Ajaccio (estacional), Bastia (estacional), Calvi (estacional), Figari (estacional) Marsella, Montpellier, Niza, Toulon (estacional)                              |
| Volotea               | Ajaccio (estacional), Bastia (estacional), Calvi (estacional), Estrasburgo, Figari (estacional), Lille, Lyon, Montpellier, Niza, Perpiñán (estacional), Toulouse |

### Destinos internacionales
| Ciudades por países    | Nombre del aeropuerto                                   | Aerolíneas                                           | Aeronaves             |        |
| África                 | África                                                  | África                                               | África                | África |
| ---------------------- | ------------------------------------------------------- | ---------------------------------------------------- | --------------------- | ------ |
| Argelia                |                                                         |                                                      |                       |        |
| Argel                  | Aeropuerto Internacional Houari Boumedienne             | Tassili Airlines Transavia France                    | B737-800              |        |
| Orán                   | Aeropuerto de Orán Es Senia                             | Transavia France                                     | B737-800              |        |
| Marruecos              |                                                         |                                                      |                       |        |
| Agadir                 | Aeropuerto de Agadir-Al Massira                         | Ryanair Transavia France                             | B737 B737-800         |        |
| Casablanca             | Aeropuerto Internacional Mohammed V                     | Royal Air Maroc Transavia France                     | B737-800              |        |
| Fez                    | Aeropuerto de Fez-Saïss                                 | Ryanair                                              | B737                  |        |
| Marrakech              | Aeropuerto de Marrakech-Menara                          | easyJet Europe Transavia France                      | A3xx B737-800         |        |
| Oujda                  | Aeropuerto de Oujda-Angads                              | Transavia France (estacional)                        | B737-800              |        |
| Senegal                |                                                         |                                                      |                       |        |
| Dakar                  | Aeropuerto Internacional Blaise Diagne                  | Transavia France                                     | B737-800              |        |
| Túnez                  |                                                         |                                                      |                       |        |
| Djerba                 | Aeropuerto Internacional de Djerba-Zarzis               | Transavia France                                     | B737-800              |        |
| Monastir               | Aeropuerto Internacional de Monastir-Habib Burguiba     | Transavia France                                     | B737-800              |        |
| Túnez                  | Aeropuerto Internacional de Túnez-Cartago               | Transavia France                                     | B737-800              |        |
| América del Norte      |                                                         |                                                      |                       |        |
| Canadá                 |                                                         |                                                      |                       |        |
| Montreal               | Aeropuerto Internacional Pierre Elliott Trudeau         | Air Transat (estacional)                             | A3xx                  |        |
| Europa                 |                                                         |                                                      |                       |        |
| Alemania               |                                                         |                                                      |                       |        |
| Berlín                 | Aeropuerto de Berlín-Brandeburgo Willy Brandt           | Transavia France (estacional)                        | B737-800              |        |
| Fráncfort del Meno     | Aeropuerto de Fráncfort del Meno                        | Lufthansa                                            |                       |        |
| Austria                |                                                         |                                                      |                       |        |
| Viena                  | Aeropuerto de Viena-Schwechat                           | Volotea (estacional)                                 | A3xxceo               |        |
| Bulgaria               |                                                         |                                                      |                       |        |
| Varna                  | Aeropuerto de Varna                                     | Volotea (estacional)                                 | A3xxceo               |        |
| Croacia                |                                                         |                                                      |                       |        |
| Dubrovnik              | Aeropuerto de Dubrovnik                                 | Transavia France (estacional) Volotea (estacional)   | B737-800 A3xxceo      |        |
| Split                  | Aeropuerto de Split                                     | Transavia France (estacional) Volotea (estacional)   | B737-800 A3xxceo      |        |
| Dinamarca              |                                                         |                                                      |                       |        |
| Copenhague             | Aeropuerto de Copenhague-Kastrup                        | Volotea                                              | A3xxceo               |        |
| España                 |                                                         |                                                      |                       |        |
| Alicante               | Aeropuerto de Alicante-Elche                            | Volotea (estacional)                                 | A3xxceo               |        |
| Barcelona              | Aeropuerto Josep Tarradellas Barcelona-El Prat          | Volotea Vueling                                      | A3xxceo A3xx          |        |
| Fuerteventura          | Aeropuerto de Fuerteventura                             | Transavia France Volotea                             | B737-800 A3xxceo      |        |
| Gran Canaria           | Aeropuerto de Gran Canaria                              | Volotea                                              | A3xxceo               |        |
| Jerez de la Frontera   | Aeropuerto de Jerez                                     | Ryanair (estacional)                                 | B737                  |        |
| Ibiza                  | Aeropuerto de Ibiza                                     | easyJet Europe (estacional)                          | A3xx                  |        |
| Lanzarote              | Aeropuerto Internacional César Manrique                 | Transavia France Volotea                             | B737-800 A3xxceo      |        |
| Madrid                 | Aeropuerto Adolfo Suárez Madrid-Barajas                 | Iberia Regional Volotea                              | A3xxceo               |        |
| Málaga                 | Aeropuerto de Málaga-Costa del Sol                      | Volotea (estacional) Vueling                         | A3xxceo A3xx          |        |
| Menorca                | Aeropuerto de Menorca                                   | Volotea (estacional)                                 | A3xxceo               |        |
| Palma de Mallorca      | Aeropuerto de Palma de Mallorca                         | Volotea (estacional)                                 | A3xxceo               |        |
| Sevilla                | Aeropuerto de Sevilla                                   | Ryanair Transavia France                             | B737 B737-800         |        |
| Tenerife               | Aeropuerto de Tenerife-Sur                              | easyJet Europe Transavia France Volotea              | A3xx B737-800 A3xxceo |        |
| Valencia               | Aeropuerto de Valencia                                  | Ryanair                                              | B737                  |        |
| Grecia                 |                                                         |                                                      |                       |        |
| Atenas                 | Aeropuerto Internacional Eleftherios Venizelos          | Transavia France (estacional) Volotea (estacional)   | B737-800 A3xxceo      |        |
| Corfú                  | Aeropuerto Internacional de Corfú-Ioannis Kapodistrias  | Volotea (estacional)                                 | A3xxceo               |        |
| Heraclión              | Aeropuerto Internacional de Heraclión Nikos Kazantzakis | easyJet Europe (estacional) Volotea (estacional)     | A3xx A3xxceo          |        |
| Míconos                | Aeropuerto Nacional de Míconos                          | Volotea (estacional)                                 | A3xxceo               |        |
| Rodas                  | Aeropuerto Internacional de Rodas-Diágoras              | Transavia France (estacional)                        | B737-800              |        |
| Santorini              | Aeropuerto Nacional de Santorini (Thira)                | Transavia France (estacional) Volotea (estacional)   | B737-800 A3xxceo      |        |
| Zante                  | Aeropuerto Internacional de Zante                       | Volotea (estacional)                                 | A3xxceo               |        |
| Irlanda                |                                                         |                                                      |                       |        |
| Dublín                 | Aeropuerto de Dublín                                    | Ryanair                                              | B737                  |        |
| Islandia               |                                                         |                                                      |                       |        |
| Reikiavik              | Aeropuerto Internacional de Keflavík                    | Transavia France (estacional)                        | B737-800              |        |
| Italia                 |                                                         |                                                      |                       |        |
| Bérgamo                | Aeropuerto de Bérgamo-Orio al Serio                     | Volotea                                              | A3xxceo               |        |
| Bríndisi               | Aeropuerto de Bríndisi                                  | Volotea (estacional)                                 | A3xxceo               |        |
| Cagliari               | Aeropuerto de Cagliari-Elmas                            | Volotea (estacional)                                 | A3xxceo               |        |
| Catania                | Aeropuerto de Catania-Fontanarossa                      | easyJet Europe (estacional) Volotea (estacional)     | A3xx A3xxceo          |        |
| Florencia              | Aeropuerto de Florencia                                 | Volotea                                              | A3xxceo               |        |
| Milán                  | Aeropuerto de Milán-Malpensa                            | easyJet Europe                                       | A3xx                  |        |
| Nápoles                | Aeropuerto de Nápoles-Capodichino                       | Volotea (estacional)                                 | A3xxceo               |        |
| Olbia                  | Aeropuerto de Olbia-Costa Smeralda                      | easyJet Europe (estacional) Volotea (estacional)     | A3xx A3xxceo          |        |
| Palermo                | Aeropuerto de Palermo-Punta Raisi                       | Transavia France Volotea (estacional)                | B737-800 A3xxceo      |        |
| Pisa                   | Aeropuerto de Pisa                                      | Volotea (estacional)                                 | A3xxceo               |        |
| Roma                   | Aeropuerto de Roma-Fiumicino                            | easyJet Europe Transavia France Volotea              | A3xx B737-800 A3xxceo |        |
| Venecia                | Aeropuerto Internacional Marco Polo                     | Transavia France Volotea                             | B737-800 A3xxceo      |        |
| Malta                  |                                                         |                                                      |                       |        |
| La Valeta              | Aeropuerto Internacional de Malta                       | Ryanair                                              | B737                  |        |
| Países Bajos           |                                                         |                                                      |                       |        |
| Ámsterdam              | Aeropuerto de Ámsterdam-Schipol                         | KLM                                                  |                       |        |
| Portugal               |                                                         |                                                      |                       |        |
| Faro                   | Aeropuerto de Faro                                      | easyJet Europe Transavia France Volotea (estacional) | A3xx B737-800 A3xxceo |        |
| Funchal                | Aeropuerto de Madeira                                   | Transavia France                                     | B737-800              |        |
| Lisboa                 | Aeropuerto de Lisboa                                    | easyJet Europe Transavia France                      | A3xx B737-800         |        |
| Oporto                 | Aeropuerto de Oporto-Francisco Sá Carneiro              | easyJet Europe Transavia France                      | A3xx B737-800         |        |
| Reino Unido            |                                                         |                                                      |                       |        |
| Birmingham             | Aeropuerto de Birmingham                                | easyJet (estacional)                                 | A3xx                  |        |
| Bristol                | Aeropuerto Internacional de Bristol                     | easyJet                                              | A3xx                  |        |
| Edimburgo              | Aeropuerto de Edimburgo                                 | Ryanair                                              | B737                  |        |
| Londres                | Aeropuerto de Londres-Gatwick                           | easyJet (estacional)                                 | A3xx                  |        |
| Londres                | Aeropuerto de Londres-Stansted                          | Ryanair                                              | B737                  |        |
| Mánchester             | Aeropuerto de Mánchester                                | Ryanair                                              | B737                  |        |
| República Checa        |                                                         |                                                      |                       |        |
| Praga                  | Aeropuerto de Praga                                     | Volotea                                              | A3xxceo               |        |
| Suiza                  |                                                         |                                                      |                       |        |
| Ginebra                | Aeropuerto de Ginebra                                   | easyJet Switzerland                                  | A3xx                  |        |
| Zúrich                 | Aeropuerto de Zúrich                                    | Swiss                                                |                       |        |
| Suiza Francia Alemania |                                                         |                                                      |                       |        |
| Basilea                | Aeropuerto de Basilea-Mulhouse-Friburgo                 | easyJet Switzerland                                  | A3xx                  |        |
| Turquía                |                                                         |                                                      |                       |        |
| Estambul               | Aeropuerto de Estambul                                  | Transavia France                                     | B737-800              |        |

## Estadísticas
Ver fuente y consulta Wikidata.

## Transporte terrestre
El aeropuerto de Nantes Atlantique está situado justo a las afueras de la Nantes periférica, la ronda exterior periférica de la ciudad, a la que está unida mediante un acceso de carretera. Todas las carreteras y autovías importantes a y desde la ciudad de Nantes cruzan la periférica. Existen aparcamientos de coches, tanto a cielo abierto como cubiertos, en la zona de la terminal, y con una tarifa independiente para cada aparcamiento. Las compañías de alquiler de coches están situadas en un edificio justo enfrente de la terminal de pasajeros y junto al aparcamiento de los coches de alquiler.
Una lanzadera rápida, la Navette Tan Air, enlaza la terminal con la estación de tren de Nantes y el centro de la ciudad. Las salidas están previstas 30 minutos después de la llegada de cada vuelo. El servicio forma parte de la red de transporte público de Nantes, aunque tiene unas tarifas de billete superiores a las del resto de la red. Como alternativa, el autobús Tan local 37 proporciona conexiones de manera habitual desde la parada de bus adyacente a la línea 3 del sistema de tranvías en Neustrie, y tanto el bus comi el tranvía aceptan el billete ordinario, y, un único ticket es válido para todo el día.
También hay Taxis disponibles en una parada de taxi fuera de la terminal. Un área de espera independiente a las afueras de la instalación de alquiler de coches se utiliza para limpiar los taxis.

## Proyecto del Aeropuerto del Gran Oeste
Nantes Atlantique es el mayor aeropuerto del oeste de Francia. Sin embargo sólo puede atender a tres millones de pasajeros al año y no se puede ampliar por su proximidad a la ciudad. Por ello se planea actualmente su reemplazo por el nuevo Aeropuerto del Gran Oeste, situado 30 km al noroeste de Nantes en la comuna de Notre-Dame-des-Landes. El proyecto, valorado en 580 millones de euros fue aprobado en febrero de 2008, con inicio de obras en 2012 y fecha de apertura prevista para 2015.
Sin embargo, en 2018 el entonces primer ministro, Édouard Philippe, anunció la cancelación del proyecto.